# (470) Kilia
(470) Kilia est un astéroïde de la ceinture principale découvert par Luigi Carnera le 21 avril 1901. Il fut nommé en honneur de Kilia, la forme latine de Kiel.